# Zbigniew Nadolski
Zbigniew Nadolski (ur. 14 stycznia 1967) – polski biegacz długodystansowy i trener. Mistrz Polski.

## Życiorys
Był zawodnikiem Olimpii Poznań.
Na mistrzostwach Polski seniorów zdobył sześć medali: złoty w biegu na 10 000 metrów (1993), srebrny w biegu na 5000 metrów (1995), brązowy medal w półmaratonie (1990) oraz trzy brązowe medale w biegu przełajowym (1990 - 7 km, 1997 - 12 km, 1999 - 12 km).
Po zakończeniu kariery trener biegaczek długodystansowych: m.in. Agnieszki Ciołek-Mierzejewskiej, Agnieszki Gortel-Maciuk, Karoliny Jarzyńskiej-Nadolskiej i Moniki Stefanowicz. Podczas igrzysk olimpijskich w Londynie (2012), igrzysk olimpijskich w Rio de Janeiro (2016) i igrzysk olimpijskich w Tokio (2021) odpowiadał za grupę maratonek.
Jego żoną została Karolina Jarzyńska.
Rekordy życiowe:
- 1500 metrów - 3:47,90 (1987)
- 3000 metrów - 8:01,8 (31.07.1993)
- 5000 metrów - 13:49,20 (23.06.1993)
- 10 000 metrów - 28:46,82 (28.08.1993)
- półmaraton - 1:02:48 (26.09.1993)
- maraton - 2:11:57 (27.11.1994)
- 3000 metrów z przeszkodami - 9:05,00 (1988).